# Mehdi Boukamir
Mehdi Boukamir (26 januari 2004) is een Marokkaans-Belgisch voetballer die als verdediger uitkomt. Hij stroomde in 2022 door uit de jeugd van Sporting Charleroi. Boukamir is ook Marokkaans jeugdinternational.

## Carrière
Boukamir begon met voetballen bij Sport Espoir Jemeppe en stapte op zijn negende over naar Sporting Charleroi. In februari 2021 ondertekende hij zijn eerste profcontract bij de club. In augustus 2022 kreeg hij een contractverlenging tot 2024, met optie op twee extra seizoenen.
Een maand na zijn contractverlenging debuteerde hij met de Zébra Élites, het beloftenelftal van Sporting Charleroi, in Eerste nationale. Op 21 oktober 2022 maakte hij vervolgens zijn officiële debuut in het eerste elftal van de club: op de veertiende competitiespeeldag kreeg hij van trainer Edward Still een basisplaats tegen Cercle Brugge (4-1-nederlaag).

## Clubstatistieken
| Seizoen         | Club               | Land            | Competitie       | Competitie | Competitie | Beker | Beker | Supercup | Supercup | Europees | Europees | Totaal | Totaal |
| Seizoen         | Club               | Land            | Competitie       | Wed.       | Dlp.       | Wed.  | Dlp.  | Wed.     | Dlp.     | Wed.     | Dlp.     | Wed.   | Dlp.   |
| --------------- | ------------------ | --------------- | ---------------- | ---------- | ---------- | ----- | ----- | -------- | -------- | -------- | -------- | ------ | ------ |
| 2022/23         | Zébra Élites       | Vlag van België | Eerste nationale | 5          | 0          | —     | —     | —        | —        | —        | —        | 5      | 0      |
| 2022/23         | Sporting Charleroi | Vlag van België | Eerste klasse A  | 2          | 0          | 0     | 0     | —        | —        | —        | —        | 2      | 0      |
| Carrière totaal | Carrière totaal    | Carrière totaal | Carrière totaal  | 7          | 0          | 0     | 0     | 0        | 0        | 0        | 0        | 7      | 0      |

Bijgewerkt op 27 december 2022.

## Erelijst
| Competitie          | Winnaar     | Winnaar     | Runner-up   | Runner-up   | Derde       | Derde       |
| Competitie          | Aantal      | Jaren       | Aantal      | Jaren       | Aantal      | Jaren       |
| Marokko U23         | Marokko U23 | Marokko U23 | Marokko U23 | Marokko U23 | Marokko U23 | Marokko U23 |
| ------------------- | ----------- | ----------- | ----------- | ----------- | ----------- | ----------- |
| Afrika Cup onder 23 | 1x          | 2023        |             |             |             |             |